# Gerhard R. Koch
Gerhard R. Koch (* 28. Juli 1939 in Bonn) ist ein deutscher Musikkritiker und Kulturjournalist.

## Leben und Wirken
Koch, der seit 1952 in Frankfurt am Main wohnte, schrieb bereits als Schüler des Goethe-Gymnasiums kleine Rezensionen für den Lokalteil der Frankfurter Allgemeinen Zeitung, unter anderem über Kirchenkonzerte. Er studierte ab 1960 in Frankfurt Germanistik, Philosophie, Geschichte und Soziologie. Hier wurde er vor allem durch die musiktheoretischen Ideen Theodor W. Adornos geprägt.
Von 1975 bis zu seinem Ruhestand 2003 gehörte Koch der Redaktion der Frankfurter Allgemeinen Zeitung (FAZ) an und war für den Bereich Musik zuständig. Die Themenschwerpunkte seiner journalistischen Arbeit bildete das Musiktheater und die neue Musik sowie die damit verbundene Schallplattenkritik. Er schrieb jedoch auch über Film, Theater und Tanz.
Seit 2003 tritt Koch als Laudator auf, unter anderem bei der Verleihung der Goethe-Medaille des Goethe-Instituts an György Ligeti 2003, der erstmals verliehenen Leipziger Bach-Plakette an Gustav Leonhardt im gleichen Jahr und des Giga-Hertz-Preises an Natasha Barrett 2008. Er schreibt Kritiken und Berichte unter anderem für die neue musikzeitung (nmz), weiterhin für die FAZ und er hält Vorträge und Vorlesungen über musikspezifische Themen.
1999 wurde er mit dem Johann-Heinrich-Merck-Preis für literarische Kritik und Essay der Deutschen Akademie für Sprache und Dichtung und 2005 mit der Goethe-Plakette der Stadt Frankfurt am Main geehrt.
Koch wohnt in Kelkheim-Fischbach. Er ist mit der Sängerin, Gründerin und Leiterin des Ensemble <belcanto> und Gesangspädagogin Dietburg Spohr verheiratet.

## Schriften
- mit Udo Bermbach, Dieter Borchmeyer, Hermann Danuser: Regietheater, Königshausen & Neumann, 2005, ISBN 978-3-8260-3285-1.
- mit Frieder Reininghaus, Ariane Bliss: Der ferne Haydn, Die Erfindung des musikalischen Experiments, Studiopunkt, 2011, ISBN 978-3-89564-135-0.
- mit Johannes Fritsch, Winrich Hopp: Feed back Studio, Kunststiftung NRW (Hrsg.), Dohr  ISBN 978-3-936655-84-1.